# Как закалялась сталь (фильм, 1973)
«Как закаля́лась сталь» — советский шестисерийный телевизионный художественный фильм режиссёра Николая Мащенко по одноимённому роману Н. А. Островского, созданный на киностудии имени А. Довженко. Снят по заказу Государственного комитета Совета министров СССР по телевидению и радиовещанию.

Премьера на телевидении состоялась с 3 по 8 ноября 1973 года, премьера киноверсии — в 1975 году.
Лауреат Гран-при по конкурсу художественных телефильмов VI Всесоюзного фестиваля телевизионных фильмов (1975)

## История создания
Сценарий фильма был написан В. Н. Наумовым и А. А. Аловым. Съёмки велись в 1972 году. Роль Павла Корчагина исполнил Владимир Конкин. Как отмечали кинокритики, Павка Корчагин в исполнении Конкина отличался от прежних экранных Корчагиных бо́льшим лиризмом, романтичностью и интеллигентностью. В 1975 году под тем же названием «Как закалялась сталь» вышла киноверсия этого фильма.
Фильм представляет собой экранизацию одноимённого романа Н. А. Островского (во многом основанного на биографии автора), в котором рассказывается о жизненном пути молодого революционера в предреволюционные годы, во время гражданской войны и послевоенного строительства.
Фильм имел огромный успех, в советские времена регулярно демонстрировался по телевидению.

## В ролях
| Актёр                | Роль                                           |
| -------------------- | ---------------------------------------------- |
| Владимир Конкин      | Павел Корчагин, «Павка»                        |
| Наталья Сайко        | Тоня Туманова                                  |
| Михаил Голубович     | Артём Корчагин                                 |
| Константин Степанков | Фёдор Жухрай                                   |
| Антонина Лефтий      | Рита Устинович                                 |
| Людмила Ефименко     | Тая Кюцам                                      |
| Аркадий Гашинский    | отец Таи                                       |
| Антонина Максимова   | Екатерина Михайловна Корчагина                 |
| Юрий Ротштейн        | Цветаев                                        |
| Лесь Сердюк          | Саломыга                                       |
| Сергей Иванов        | Серёга Брузжак друг Павки                      |
| Лев Прыгунов         | Файло                                          |
| Владимир Талашко     | красноармеец Окунев                            |
| Эльза Радзиня        | редактор газеты Ирина Александровна            |
| Анатолий Барчук      | муж Тони                                       |
| Николай Гудзь        | контрреволюционер (2 сер.)                     |
| Владимир Алексеенко  | Ярошевский, кулак                              |
| Лев Перфилов         | старший сын Ярошевского                        |
| Василий Данилкин     | Гриша, младший сын Ярошевского                 |
| Георгий Куликов      | председатель железнодорожного лесного комитета |
| Нина Матвиенко       | Валя (1 сер.)                                  |
| Дмитрий Миргородский | Паляница                                       |
| Николай Козленко     | отец Сергея                                    |
| Фёдор Панасенко      | Антон Никифорович Токарев                      |
| Сергей Полежаев      | Ян Литке                                       |
| Юрий Дубровин        | отец Тони Тумановой                            |
| Анатолий Матешко     | комсомолец                                     |
| Владимир Яканин      | Чаплин, секретарь ЦК ВЛКСМ                     |

## Съёмочная группа
- Автор сценария — Александр Алов, Владимир Наумов
- Режиссёр — Николай Мащенко
- Оператор — Александр Итыгилов
- Художник — Виктор Жилко, Эдуард Шейкин
- Редактор — Инесса Размашкина
- Композитор — Игорь Шамо
- Текст песни — Роберт Рождественский
- Государственный симфонический оркестр УССР
  - Дирижёр — Стефан Турчак
- Директора картины — Николай Злочевский,  Николай Мокроусов

## Факты
- Первоначально Владимир Конкин был утверждён на роль Цветаева — антипода Корчагина. Режиссёр Николай Мащенко изменил своё решение в ходе съёмок, просматривая отснятый материал. Первоначально на роль Корчагина был выбран Николай Бурляев. В роли Тони начала сниматься Наталья Бондарчук, однако после конфликта с режиссёром уехала со съёмок.
- По фильму серьёзным образом прошлась цензура. Владимир Конкин, беседуя с корреспондентом газеты «Аргументы и факты» о фильме, вспоминал[1]:

«Как в те годы мог пройти огромный диалог между уже ослепшим, прикованным к постели Корчагиным и одноруким Жухраем, который привёз ему печатную машинку? Когда Корчагин спрашивает: „Что происходит, Жухрай? Даже я знаю, что многие так зажрались, превратились в главначпупсов“. Весь этот диалог пошёл под нож».